# Louis d’Aurelle de Paladines
Louis Jean Baptiste d'Aurelle de Paladines [ejtsd: orell dö paladin] (Le Malzieu-Ville, 1804. január 9. – Versailles, 1877. december 17.) francia tábornok, a porosz–francia háborúban a Loire-hadsereg főparancsnoka.

## Élete
A Saint-Cyr katonai intézetben nyerte katonai kiképeztetését. 1841-től 1854-ig Algériában szolgált. A krími háborúban dandára élén az Alma melletti csatában kitűnt 1854. szeptember 20-án a távirdaállomás birtokáért való küzdelemben ügyes vezénylet és személyes bátorsága által. A krími hadjárat befejezése után 1855-ben hadtestparancsnokká léptették elő. Az 1859-es olaszországi hadjáratban nem vett részt.
A porosz–francia háború előestéjén, 1869-ben d’Aurelle de Paladines-t előrehaladott kora miatt a tartalékhoz helyezték át. A Sedan melletti fegyverletétel után azonban a köztársasági kormány felszólítására előbb Marseille-ben őrködött az ostromállapot szigorú megtartása fölött, majd pedig az úgynevezett Loire-hadsereg szervezésére vállalkozott. D’Aurelle de Paladines nagy buzgalommal látott feladata teljesítéséhez, és rövid idő alatt Tours és Orléans között számra nézve hatalmas hadsereget állított fel, amelynek az volt a rendeltetése, hogy a főváros felé nyomulva, Párizst a kitörésre kész Louis Jules Trochu közreműködésével fölszabadítsa. 1870. november 9-én a Coulmiers melletti ütközetben sikeresen visszaszorította von der Tann bajor tábornok csapatait. A következő napon bevonult a német csapatok által kiürített Orléans-ba. E siker nyomán Léon Gambetta hadügyminiszter Aurelle de Paladines-t november 15-én a Loire-hadsereg főparancsnokává nevezte ki.
November–december folyamán azonban Voigts-Retz porosz tábornok és Frigyes Károly herceg Aurelle de Paladines hadseregét ismét legyőzték és Orléans-ig űzték. A város a december 4-ről 5-re virradó éjszakán ismét a németek hatalmába került. Ezzel a Loire-hadsereg sorsa eldőlt. Gambetta (noha neki is volt része a hadműveletek tervezésében) Aurelle de Paladines-t tette felelőssé. December 6-án felfüggesztette állásából, sőt haditörvényszék elé akarta állítani. Végül azonban mégis a cherbourgi tábor főparancsnokává nevezte ki, de ezt a sértett Aurelle de Paladines nem fogadta el. Az 1871. január 28-án megkötött fegyverszünet után Aurelle de Paladines hazatért Svájcból, ahová időközben elutazott. Beválasztották a Bordeaux-ba összehívott nemzetgyűlésbe. Itt a háború folytatása ellen nyilatkozott. Tagja lett annak a bizottságnak, amely Adolphe Thiers és Jules Favre elnöklete alatt a békekötés rendelkezéseiről tárgyalt.
1871 március havában elvállalta a Seine département nemzetőrsége fölötti vezényletet: később a 14. hadtest parancsnoka lett Bordeaux-ban. A hadsereg 1874. évi újjászervezése után azonban többféle elégedetlenség miatt leköszönt és nyugalomba vonult. 1876-tól a szenátus tagja volt, több ízben szólalt fel erélyes, férfias modorban. Saját önigazolására kiadta a „Campagne de 1870-71” (Az 1870–71. évi hadjárat) és „La premiere armée de la Loire” (Az első Loire-menti hadsereg) c. munkáit (Brüsszel 1872).